# Niphargus patrizii
Niphargus patrizii is een vlokreeftensoort uit de familie van de Niphargidae. De wetenschappelijke naam van de soort is voor het eerst geldig gepubliceerd in 1968 door Ruffo & Vigna-Taglianti.